# Моравче
Моравче (словен. Moravče) је град и управно средиште истоимене општине Моравче, која припада Средњесловенској регији у Републици Словенији.
По попису становништва из 2011. године, насеље Моравче имало је 846 становника.